# 少椎尾鯙
少椎尾鯙（学名：Uropterygius oligospondylus），又名錢鰻、薯鰻、虎鰻，輻鰭魚綱鰻鱺目鯙亞目鯙科的其中一種，分布於西太平洋區，包括台灣、所羅門群島、萬那杜等海域，棲息深度可達15公尺，體長可達53.5公分，為底棲性魚類，屬肉食性，生活習性不明。

## 擴展閱讀
維基物種上的相關：少椎尾鯙